# Johan Christian Kall
Johan Christian Kall (24. november 1714 – 6. november 1775) var en tysk filolog i orientalske sprog der havde sit virke i Danmark.
Johan Christian Kall blev født i Charlottenburg (ved Berlin), hvor hans fader Abraham Kall den ældre var præst. Kom 1719 til Flensborg, hvortil hans fader forflyttedes. Gik i Flensborg Skole til 1731, undervises derpå i hjemmet af faderen i teologi, filosofi og semitisk filologi.
Studerede 1732-35 i Jena. Kaldtes 1735 af Christian 6. til lærer for de kongelige pager, 1738 til lærer for kronprinsen på hvis bogsamling han øvede afgørende indflydelse. Udnævntes 1738 til professor i orientalske sprog ved Københavns Universitet. Var rector magnificus 1753-54, 1761-62, 1770-71. Døde som konferensråd.
Var gift med Elisabeth født Wøldike (død 12. april 1791), datter af biskop Andreas Wøldike i Viborg. De fik bl.a. sønnerne Abraham Kall og Nicolaj Christoffer Kall.
Kall nød betydelig anseelse som universitetslærer. Af den 1739 nedsatte kommission til udarbejdelse af en ny selvstændig Bibeloversættelse var han medlem sammen med de teologiske professorer samt Hans Gram og Enevold Ewald.
I forbindelse med de teologiske professorer foretog han til brug for de Kennicottske samlinger kollation af de ved den af staten foranstaltede orientalske ekspedition til indkøb af orientalske håndskrifter erhvervede 7 hebraiske håndskrifter til det Gamle Testamente, som han tillige beskrev i et program 1766. Af litterære arbejder foreligger bl.a. en arabisk grammatik for begyndere, Fundamenta lingvæ Arabicæ (1760); fremdeles en med noter forsynet udgave af Frederik Rostgaards Arabum philosophia popularis,
kommentar til en samling arabiske ordsprog (4 hæfter, 1757-60, samlet 1764), samt en række programmer.